# Darja Kalenjuk
Darja Kalenjuk, ukrajinska civilnodružbena aktivistka in izvršna direktorica protikorupcijskega akcijskega centra s sedežem v Kijevu, * neznano
Med rusko invazijo na Ukrajino leta 2022 je Kalenjukova postala odmevna v mednarodnih medijih, ko je na tiskovni konferenci v Varšavi vprašala britanskega premierja Borisa Johnsona, zakaj nekateri ruski oligarhi v Londonu niso bili tarča sankcij in zakaj ne podpira uvedbe območja prepovedi letenja nad Ukrajino.
Kalenjukova je študirala pravo na Nacionalni pravni univerzi Jaroslav Mudri in je magistrirala iz prava finančnih storitev na Pravnem kolidžu Chicago-Kent, ki ga podpira Fulbrightov program tujih študentov. Je članica skupnosti svetovnih mladih voditeljev, imenovane Young Global Leaders.